# Partito della Libertà e della Giustizia
Il Partito della Libertà e della Giustizia (in lingua inglese Liberty and Justice Party; LJP) è un partito politico guyanese.

## Risultati elettorali
| Elezione          | Voti  | Seggi  |
| ----------------- | ----- | ------ |
| Parlamentari 2020 | 2 667 | 1 / 65 |